# Johanniterkommende Glatz

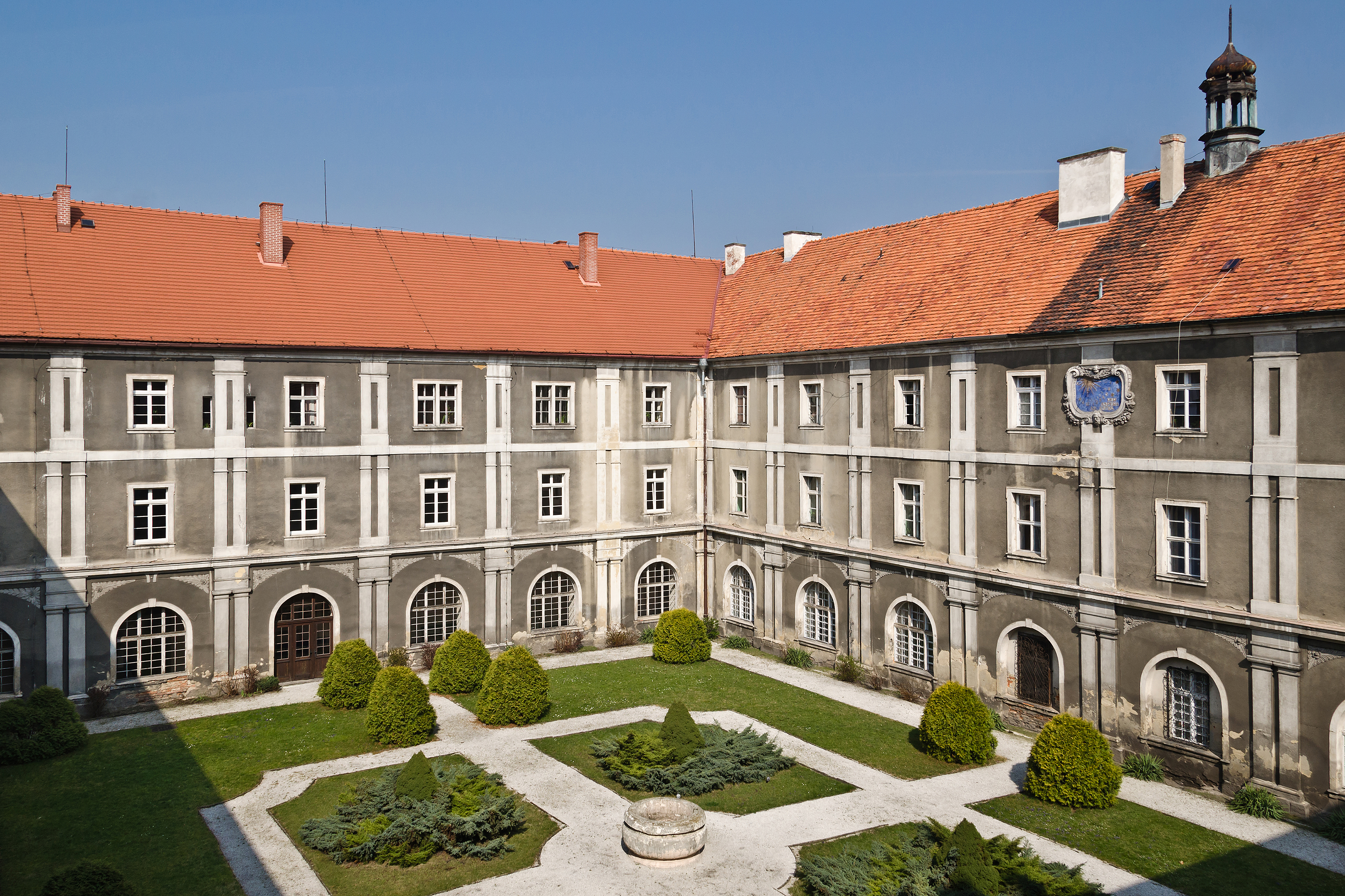
Jesuitenkonvikt Glatz (Kłodzko)

Die ehemalige Johanniterkommende Glatz (auch Malteserkommende Glatz) war eine Niederlassung des Ordens vom Spital des hl. Johannes zu Jerusalem in der von Anfang an zu Böhmen und zum Erzbistum Prag gehörenden Stadt Glatz. Die Glatzer Kommende wurde etwa 1243 durch den böhmischen König Ottokar II. Přemysl errichtet und unterstand einem Komtur. 1624/27 wurde sie vom böhmischen Landesherrn Ferdinand II. an die Jesuiten übergeben. Die Johanniter erhielten als Entschädigung die damals zu Mähren gehörende Kommende Mailberg.

## Geschichte
Bereits für das Jahr 1183 ist das „Hospital des Ordens vom Spital des hl. Johannes zu Jerusalem“ in Glatz belegt. Dessen Mitglieder wurden auch als „Johanniter“ bzw. „Weiße Kreuzherren“ bezeichnet. Um das Jahr 1243 übertrug der böhmische König Ottokar II. Přemysl den Johannitern das Patronat sowie die Seelsorge der Glatzer Pfarrkirche Mariä Himmelfahrt sowie deren Güter und Einkünfte. Als Wohnung wies er ihnen das neben der Pfarrkirche gelegene Pfarrgebäude zu, das später als „Kommanderie“ bzw. „Kreuzhof“ bezeichnet wurde. Sein Sohn König Wenzel II. schenkte ihnen 1291 zum Nießbrauch einen Teil der Einnahmen von seinem Kammergut Koritau. 1322 erhielten sie von Johann von Maltitz vier Zinshuben in Scheibe bei Wünschelburg, und bei Glatz gehörte ihnen ein Vorwerk, das noch im 18. Jahrhundert als „Komturhof“ bezeichnet wurde. Vermutlich auf ihr Ersuchen hin erteilten zwei Erzbischöfe und zehn Bischöfe mit einem 1295 in Rom ausgefertigten Brief bestimmte Ablässe denjenigen, die die Glatzer Pfarrkirche andächtig besuchen und etwas zu ihrem Unterhalt beitragen. Um diese Zeit bestand bereits die Lateinschule der Johanniter, die um 1305–1310 der spätere Prager Erzbischof Ernst von Pardubitz besuchte, der seine Kindheit in Glatz verbrachte, wo sein gleichnamiger Vater Burggraf gewesen war. Er gründete vor 1350 in Glatz das Augustiner-Chorherrenstift „Mons Maria“, dem er jedoch, mit Rücksicht auf die Johanniterschule, nicht erlaubte, eine Schule zu errichten. Testamentarisch bestimmte er die den Johannitern unterstehende Glatzer Pfarrkirche, in der er als Junge eine Marienerscheinung gehabt haben soll, zu seiner Grablege. Nach seinem Tod 1364 genehmigte sein Nachfolger Johann Očko von Wlašim dem Glatzer Augustiner-Chorherrenstift trotzdem die Errichtung einer Lateinschule mit einem Konvikt. Deshalb kam es zu lang andauernden Streitigkeiten zwischen den Glatzer Johannitern und den Augustinern.
Ab dem Anfang des 16. Jahrhunderts wurde die Seelsorge an der Pfarrkirche vom jeweiligen Komtur (Kommendator), der der eigentliche Pfarrer war, überwiegend an Weltpriester übertragen. Diese waren während der Zeit der Reformation Anhänger der Lutheraner, Schwenckfelder und Täufer. Dagegen gehörten die Komture der Jahre 1510–1540 dem Laienstand an. Während der Herrschaft des Wittelsbachers Ernst von Bayern, der sich für die Rekatholisierung der Grafschaft Glatz einsetzte, wurde sein aus Salzburg stammender Hofprediger Magister Christophorus Naetius zum Pfarrer und zugleich zum Dechanten berufen. Nach dem Tod Ernsts von Bayern 1560 legte Naetius 1561 dieses Amt nieder, und seine Nachfolger waren wiederum Lutheraner. 1565 wurde auch die Johanniterschule wieder mit lutherischen Lehrern besetzt. 1591 wollten die Johanniter ihr Patronat über die Pfarrkirche wieder ausüben und katholische Geistliche berufen, konnten sich aber bei der überwiegend lutherischen Bevölkerung nicht durchsetzen. 1618 beteiligten sich die Stadt Glatz, die Freirichter sowie der Glatzer Adel am Böhmischen Ständeaufstand. Nach der Schlacht am Weißen Berg wurde Glatz erst am 28. Oktober 1622 von den Kaiserlichen wieder zurückerobert. Die Aufständischen wurden mit dem Entzug ihrer bisherigen Privilegien bestraft, zugleich wurde auch die Ausübung der lutherischen Religion durch den böhmischen Landesherrn Kaiser Ferdinand II. verboten. Die lutherischen Priester und Lehrer der Johanniterschule mussten Glatz verlassen. 
Noch vor ihrer Rückkehr nach Glatz 1624 hatte der damalige Pfandherr der Grafschaft Glatz, Erzherzog Karl, die Glatzer Johanniterkommende den Jesuiten versprochen. Sie hatten schon 1597 das aufgelöste Augustiner-Chorherrenstift am Schlossberg übernommen, mussten Glatz jedoch beim Ausbruch des Böhmischen Ständeaufstands 1618 verlassen. Da ihre Gebäude des ehemaligen Augustinerstifts, die sie zu einem Jesuitenkolleg umgebaut hatten, während der Kämpfe um Glatz 1622 zerstört wurden, erhielten sie nach ihrer Rückkehr 1624 nun die unmittelbar an der Pfarrkirche gelegenen Gebäude der Johanniterkommende und der Johanniterschule. 
Die Johanniter mussten ihre Glatzer Kommende mitsamt der Pfarrkirche und allen zugehörigen Gütern und Rechten am 27. Juli 1626 an die Jesuiten übergeben und ihnen am 7. Mai 1627 auch das Patronatsrecht über die Pfarrkirche übertragen. Letzter Komtur der Glatzer Johanniterkommende war Nikolaus Carolus Freiherr von Gaschin auf Rosenberg, der mangels anderer katholischer Priester schon 1622 die Verwaltung der Glatzer Pfarrkirche an den Dechanten Hieronymus Keck übertragen musste.
Zum Ausgleich für den Verlust der Glatzer Kommende erhielten die Johanniter bzw. der Malteserorden vom Kaiser das damals zu Mähren gehörende Gut Maidelberg. 1628 bestätigte der Großmeister des Malteserordens, Antoine de Paule, den Tausch. Die Bestätigung durch Papst Urban VIII. folgte am 30. Mai 1629.

## Komture von Glatz sowie Vorkommnisse während ihrer Amtszeit
- Heinrich von Prag, belegt für das Jahr 1327, als der Breslauer Herzog Heinrich VI., der zugleich Pfandherr der Grafschaft Glatz war, die Nutznießung von Koritau bestätigte. 1328 erwarb er von Heinrich von Muschin (Moschen) zwei Zinshuben in Siebenhuben bei Wünschelburg.
- Jakobus, erwarb 1343 vom Glatzer Bürger Peschko Rücker das Dorf Halbendorf bei Glatz. Er und seine Nachfolger wurden vom Prager Erzbischof Arnestus von Pardubitz verpflichtet, für dessen Seelenheil täglich eine gesungene Messe in der Glatzer Pfarrkirche zu halten. Als Gegenleistung erhielt die Kommende das in Böhmen gelegene Dorf Chota (lateinisch: Lhota districtus Mutensis, deutsch Lhota bei Hohenmaut).[1]
- Walther, belegt für das Jahr 1363 im Zusammenhang mit einer Messstiftung.
- Franziskus, belegt für die Jahre 1369 und 1381.
- Stengil N. N., belegt 1384
- Matthias von Lemberg (= Löwenberg), erwarb 1393 von Otto von Schnellenstein und dessen drei Söhnen einen Wald über Wernersdorf, der nachfolgend als Komturwald bezeichnet wurde. Von Niklas Weis von Knoblauchsdorf erhielt er ein Grundstück in Birgwitz.
- Peter Brenstblecht, war als Zeuge zugegen, als der Pfandherr Johann II. von (Troppau)-Ratibor dem Augustinerstift dessen Privilegien bestätigte. 1411 erwarb er von Bartel von Rankau 19 Zinsruten in Scheibe bei Wünschelburg.
- Wenzel von Prag, belegt für die Jahre 1418/19.
- Franziskus Jauraw, belegt für die Jahre 1423 und 1429. Zu dieser Zeit lebten außer ihm noch sechs Brüder in der Glatzer Kommende.
- Johannes Leo von Leobschütz, belegt für das Jahr 1431.
- Heinrich von Rabenstein, belegt 1437; 1446 war er zugleich Komtur in Breslau und Statthalter des Ordens in Schlesien und Polen.
- Jakob Czierwitz, belegt für das Jahr 1448, zugleich Statthalter des Malteserordens in Schlesien und Polen.
- Johannes, bemühte sich 1467 zusammen mit dem Augustinerpropst Michael Czacheritz um die Lösung des über die Grafschaft verhängten Interdikts. 1469 brannte der Komturhof ab.
- Mathias Czeyner, belegt für die Jahre 1475 und 1484.
- Petrus von Crossen, nahm 1489 mit Bevollmächtigung durch die Prager Administratoren die Amtseinführung des Augustinerpropstes Benedikt Polkenhayn vor.
- Caspar von Neuenburg, führte 1496 einen Vergleich mit dem Glatzer Stadtrat wegen einer Viehwiese zu Halbendorf herbei. Belegt auch für die Jahre 1504 und 1507.
- Heinrich von Hundt und Alten-Grottkau, belegt 1523 und 1525, zugleich Landeshauptmann der Grafschaft Glatz.
- Christoph (oder Hans von Prag), 1538
- Hans Neubeck von Ilsfeld, von ihm löste 1540 Ludwig von Pannwitz einen Zins von Mügwitz ein, den die Kommende seit dem Jahre 1342 besessen hatte.
- Laurentius Zahradecky wurde 1548 vom Großmeister des Malteserordens abgesetzt.
- Sebastian Bischof, bezeugte 1551 in Glatz einen Kauf.
- Niklas von Waldau, belegt 1551 bis 1557.
- Hans Caudier von Spiegel († 1579) in Glatz. Er war protestantisch und trat nach dem Tod des Glatzer Pfandherrn Ernst von Bayern formal zum Protestantismus über.[2] Mit Caudirs Einwilligung wurde 1562 ein lutherischer Prediger an der Glatzer Pfarrkirche eingesetzt. Während seiner Amtszeit wurden die Johanniterschule und der Pfarrhof aus Stein errichtet; war türkischer Hofdolmetscher des Kaisers und verheiratet; starb 1579.
- D. Martin Widerinus, wurde 1579 auf landesherrlichen Befehl Glatzer Komtur. Auch er war verheiratet. Starb 1583 und wurde in der Kirche der Augustinerpropstei beigesetzt.
- Johann Mahelius, belegt 1583, war zugleich Komtur in Kleinöls.
- Felician von Mosch und Morititz wurde 1584 vom Großmeister eingesetzt. Zugleich Komtur von Löwenberg, Goldberg und Fürstenfeld.
- Christoph von Wartenberg, belegt 1589, zugleich Obristmeister der Johanniter in Böhmen.
- Georg Zeiska von Olbromowitz (Jiří Čejka z Olbramovic), 1612 bis 1617 böhmischer Prior, Komtur von Glatz und Reichenbach. Zugleich kaiserlicher Truchsess und Burghauptmann in Prag. 1613 verkaufte er der Stadt Wünschelburg den Anteil von Scheibau bei Wünschelburg und erwarb einen Teil von Eisersdorf.
- Christoph von Walditz auf Wernersdorf, 1618 Amtsverwalter.
- Nikolaus Carolus Freiherr von Gaschin auf Rosenberg, zugleich Komtur von Reichenbach und Fürstenfeld, war der letzte Komtur von Glatz. 1622 übertrug er mangels anderer katholischer Priester die Verwaltung der Glatzer Pfarrkirche an den Dechanten Hieronymus Keck.